# السيد أحمد عبد الجواد
السيد أحمد عبد الجواد وشهرته سي السيد، شخصية خيالية أبتكرها الأديب المصري نجيب محفوظ في ثلاثيته الشهيرة وتحولت بعد ذلك إلى أعمال أدبية وسينمائية وتلفزيونية ومسرحية وأيضاً إذاعية، تعد شخصية سي السيد واحدة من أبرز شخصيات نجيب محفوظ التي تحولت لأيقونة تعبر عن أحد الأنماط في المجتمع المصري وثقافته خلال القرن الماضي، وأصبحت واحدة من أبرز الشخصيات في الأدب المصري الحديث.
تميزت شخصية سي السيد بملامح فريدة تعبر عن شخصية شرقية من العقد الأول من القرن العشرين، حيث يرتدي الزي التقليدي المكون من جلباب وقفطان وطربوش ووجه شرقي وشارب ضخم، وهو شخص متسلط وصارم وبتعامل مع أسرته بجدية وقسوة، محافظ بشدة ورجعي ولا يسمح لأحد بأن يناقشه، ولكن على جانب أخر من حياته فهو شخص ماجن ولعوب وفاسق ومتعدد العلاقات النسائية ويهوى الذهاب لبيوت اللهو، وهو تناقض كبير رسمه نجيب محفوظ للتعبير عن شخصيات بعض الرجال في تلك الفترة.
شخصية سي السيد ألهمت الكثير من الأدباء والمفكرين وارتبط أسمها بالعديد من المؤلفات والكتب، وكذلك بالنسبة للمؤلفين ومنتجوا الأعمال الفنية، أصبحت الشخصية بمزياها وعيوبها مرتبطة بشخصية الرجل الشرقي المستبد في الثقافة العامة، وتحظى الشخصية بعدة أراء تنتقدهاأو تتعاطف معها.

## أعمال فنية
في عام 2017 أطلق المطرب المصري تامر حسني أغنية وفيديو كليب بعنوان «سي السيد» والذي شاركه سنوب دوغ.